# Kim Dong-hyun (bobsleigh)
Dans ce nom coréen, le nom de famille, Kim, précède le nom personnel.
Pour les articles homonymes, voir Kim Dong-hyun.
Kim Dong-hyun est un bobeur sud-coréen, né le 12 novembre 1987 à Séoul.

## Biographie
Après une 19e place de bob à quatre aux Jeux olympiques de 2010, une 25e place en bob à deux et une 28e place en bob à quatre aux Jeux olympiques de 2014, il remporte aux Jeux olympiques d'hiver de 2018 la médaille d'argent de bob à quatre avec Won Yun-jong, Jun Jung-lin et Seo Young-woo.

## Palmarès

### Jeux Olympiques
- : médaillé d'argent en bob à 4 aux JO 2018.